# Mimicat
Maria Isabel Lopes Mena (művésznevén: Mimicat; Coimbra, 1984. október 25. – ) portugál énekesnő. Ő képviselte Portugáliát a 2023-as Eurovíziós Dalfesztiválon, Liverpoolban, ahol a huszonharmadik helyen végzett.

## Pályafutása
2001-ben 17 évesen Izamena művésznéven vett részt a Festival da Canção című műsor harmadik elődöntőjében Mundo colorido című dalával, azonban ekkor nem tudott továbbjutni a döntőbe.

## Diszkográfia

### Albumok
- For You (2014)
- Back In Town (2017)

### Kislemezek
- Tell Me Why (2014)
- Savior (2015)
- Stay Strong (2016)
- Gave Me Love (2016)
- Fire (2017)
- Going Down (2017)
- Tudo ao Ar (2021)
- Mundo ao Contrário (2022, Filipe Gonçalvessel közösen)
- Ai coração (2023)
- Vais ter saudades (2023)
- Peito (2024)
- Dança comigo (2024)
- Agora é hora (2024, André Viamontéval közösen)
- Agostinho (2025)

## Fordítás
- Ez a szócikk részben vagy egészben  a   Mimicati című német Wikipédia-szócikk fordításán alapul.  Az eredeti cikk szerkesztőit annak laptörténete sorolja fel. Ez a jelzés csupán a megfogalmazás eredetét és a szerzői jogokat jelzi, nem szolgál a cikkben szereplő információk forrásmegjelöléseként.